# Mikayla Cowling
Pour les articles homonymes, voir Cowling.
Mikayla Cowling, née le 4 septembre 1996 à Benicia (Californie), est une joueuse américaine de basket-ball. 

## Biographie
Elle est très cotée au lycée et participe à plusieurs reprises aux pré-sélections U16 et U18 en équipe des USA. Arrivée en 2014 à l’Université de Californie, elle se fait remarquer en NCAA dans les Pacific-12 Conference avec les Golden Bears de la Californie.
Draftée en 2018 en 33e position par le Sun du Connecticut, elle n'est pas signée en WNBA et obtient son premier contrat en France en LF2 avec La Glacerie, club dont elle ne peut empêcher la relégation. Pour la saison 2019-2020, elle rejoint le club de Dafni Agioy pour des statistiques de 15,7 points et 6,1 rebonds de moyenne. Dafni est à la neuvième place du classement (7 victoires - 13 défaites) au moment de l'arrêt duc championnat. Ses statistiques en Grèce sont de 15,7 points à 53,7% aux tirs, 6,1 rebonds, 2,8 passes pour 17,8 d’évaluation en 36 minutes. Pour la saison 2020-2021, elle revient en France en LFB avec Charnay. En décembre, elle est remerciée alors que son impact est jugé insuffisant avec 7,3 points à 17% de réussite à 3-points et 2,9 rebonds en 25 minutes de moyenne et une seule victoire en huit  matchs pour Charnay.

## Distinctions personnelles
- All-Pac-12 Honorable Mention (2017, 2018[7])
- Pac-12 All-Defensive Honorable Mention (2017, 2018[7])
- Pac-12 All-Freshman Team (2015[7])